# Jean Kirchen
Jean Kirchen dit Bim Kirchen est un coureur cycliste professionnel luxembourgeois né le 13 décembre 1919 à Hostert (Niederanven) et mort le 30 novembre 2010 à Luxembourg.
Professionnel de 1942 à 1953, il remporte 18 victoires. 
Il fut champion du Luxembourg de route en 1946 et 1951 et champion de Luxembourg de cyclo-cross en 1948 et 1952. C'est le frère du grand-père de Kim Kirchen, et le frère de Jim Kirchen coureur professionnel luxembourgeois.

## Palmarès et résultats

### Palmarès sur route
- 1940
  - Grand Prix de la Mess
- 1941
  - Grand Prix de Bonnevoie
  - Tour de Luxembourg amateurs
- 1942
  - 2e du Tour de Luxembourg amateurs
- 1945
  - Metz-Luxembourg
  - 2e du Grand Prix François-Faber
  - 3e du championnat du Luxembourg sur route
- 1946
  -  Champion du Luxembourg sur route
  - 4e étape du Tour de Luxembourg
  - 6e du championnat du monde sur route
- 1947
  - 2e du Grand Prix des Ardennes
  - 2e du championnat du Luxembourg sur route
  - 3e du Tour de Luxembourg
- 1948
  - 2e du championnat du Luxembourg sur route
  - 5e du Tour de Suisse
  - 5e du Tour de France
- 1949
  - 3e du championnat du Luxembourg sur route
- 1950
  - 3e du Tour de Luxembourg
  - 4e du Tour de Suisse
  - 5e du Tour de France
  - 7e du Challenge Desgrange-Colombo
- 1951
  -  Champion du Luxembourg sur route
  - Tour de Lorraine :
    - Classement général
    - 2e étape

  - 2e de Vienne-Graz-Vienne
  - 7e du Tour de Suisse
- 1952
  - Tour de Luxembourg :
    - Classement général
    - 1reb étape (contre-la-montre)

  - 2eb étape du Tour d'Allemagne (contre-la-montre)

### Résultats sur les grands tours

#### Tour de France
4 participations 
- 1947 : 18e
- 1948 : 5e
- 1949 : 13e
- 1950 : 5e

#### Tour d'Italie
1 participation 
- 1952 : abandon (11e étape)

### Palmarès en cyclo-cross
- 1948
  -  Champion de Luxembourg de cyclo-cross
- 1951
  - 2e du championnat de Luxembourg de cyclo-cross
  - 6e du championnat du monde de cyclo-cross
- 1952
  -  Champion de Luxembourg de cyclo-cross